# Горица (Бургасская область)
Горица (болг. Горица) — село в Болгарии. Находится в Бургасской области, входит в общину Поморие. Население составляет 770 человек.